# Овсянико-Куликовський Дмитро Миколайович
Овся́нико-Кулико́вський Дмитро́ Микола́йович (23 січня (4 лютого) 1853, м. Каховка, тепер Херсонської області — 9 жовтня 1920, Одеса) — український мовознавець і літературознавець, історик культури, почесний член Петербурзької Академії Наук з 1907 року.

## Біографія
Після закінчення Сімферопольської гімназії Д. Овсянико-Куликовський у 1871 році вступив на історико-філологічний факультет Петербурзького університету, але через два роки за станом здоров'я, перенісши тиф у важкій формі, вимушений був переїхати до Одеси і продовжувати освіту в Новоросійському університеті. Тут він зближується з діячами українського національного руху і був навіть прийнятий до одеської Громади, але при цьому завжди прагнув зберегти незалежність думок і уникав крайнощів. У 1876 році Овсянико-Куликовський зустрівся з відомим українським громадським діячем і літератором Михайлом Драгомановим, з яким потоваришував.
Восени 1876 року Дмитро Овсянико-Куликовський повернувся до Петербурга, щоб вступити до університету вільним слухачем. Наукові заняття (порівняльне мовознавство, санскрит) поєднував з самостійними дослідженнями з російського розколу.
У 1877 році він для підготовки до захисту дисертації виїхав за кордон. Мешкаючи в Женеві, Парижі, Празі, він зустрічався з російськими емігрантами, зі студентами, а також з Германом Лопатіним, Н. П. Цакні та П. В. Чайковським. Проте найміцніші зв'язки підтримував із Драгомановим, одним з перших російських пропагандистів марксизму Миколою Зібером і з революціонером-народником Петром Лавровим.
Повернувшись у 1882 році на батьківщину, молодий вчений захистив у Московському університеті свою роботу «Розбір ведійського міфу про сокола, що приніс квітку Сомі, у зв'язку з концепцією мови й екстазу» і отримав звання приват-доцента з індо-іранської філології. Це дало йому право наступного року зайняти відповідне місце в Новоросійському університеті (тепер — Одеський національний університет імені І. І. Мечникова), у якому він пропрацював чотири роки.
Після цього Овсянико-Куликовський захистив ще 2 дисертації — у 1885 році в Харківському університеті магістерську — «Досвід вивчення вакхічних культів індоєвропейської старовини, у зв'язку з роллю екстазу на ранніх ступенях розвитку громадськості. Ч. I. Культ божества Soma в стародавній Індії в епоху Вед» (Одеса, 1884), а в 1887 році в Новоросійському університеті — докторську дисертацію «До історії культу вогню в індусів в епоху Вед» (Одеса, 1887). У тому ж році Д. Овсянико-Куликовський отримав місце професора в Казанському університеті, а через рік був переведений до Харківського університету, який він полишив у 1905 році.
У Харківському університеті Дмитро Овсянико-Куликовський викладав порівняльну граматику індоєвропейських мов і санскрит. Тут він підтримував зв'язки з мовознавцем Олександром Потебнею, у якого він перейняв низку підходів для подальшої своєї наукової роботи.

## Науковий доробок
Належав до психологічного напрямку в мовознавстві (праця «Про значення наукового мовознавства для психології думки», 1901).
Основні праці вченого:
- «Історія російської інтелігенції» (1906–1911);
- «Синтаксис російської мови» (1902);
- стаття з теорії літератури — «Психологія думки і відчуття. Художня творчість»;
- монографія «М. В. Гоголь»;
- книги «О. С. Пушкин», «І. С. Тургенев»;
- «Етюди про творчість А. П. Чехова»;
- «Спогади».

Обстоював принцип навчання дітей у народних школах рідною мовою, право кожного народу на вільний розвиток («Психологія національності», 1922).
Овсянико-Куликовському належать також праці «Мова та мистецтво» (1896), «Синтаксичні спостереження» (1899), «Синтаксис російської мови» (1919) та інші.
Автор наукових розвідок про Тараса Шевченка, Михайла Драгоманова, Олександра Потебню, ряд «Граматик», методик вивчення синтаксису у військових навчальних закладах.
Написав посібник «Теорія поезії і прози. Теорія словесності» (1917), до якого додав термінологічний словник.